# Agrostis nana
Agrostis nana é uma espécie de gramínea do gênero Agrostis, pertencente à família Poaceae.